# Wartes Maarten
Wartes Maarten is een Surinaams taekwondoka.

## Biografie
Wartes Maarten deed mee met de senioren aan het Pan-Amerikaans kampioenschap taekwondo van 1984 in Paramaribo. Het kampioenschap was voor Suriname een succes met een gouden, twee zilveren en twee bronzen medailles. Hij verloor in de finale in de gewichtsklasse tot 48 kg van de Amerikaan Long Pham en ging met zilver naar huis.

## Palmares
- 1984:  Pan-Amerikaans kampioenschap taekwondo